# Ilse Weber

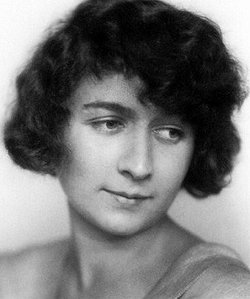
Ilse Weber

Ilse Weber (Vítkovice, Moravië, 11 januari 1903 – Auschwitz,(Pools: Oświęcim), 6 oktober 1944), geboren Herlinger, was een Joods-Tsjechisch schrijfster en componiste.

## Levensloop
Weber schreef al op 14-jarige leeftijd Joodse kindersprookjes of kleine toneelstukken voor kinderen. Die werden in verschillende Duitse, Tsjechische, Oostenrijkse en Zwitserse dagbladen gepubliceerd.
In 1930 huwde zij Willi Weber. Ilse Weber produceerde voor Radio Praag programma's. Het leven van haar oudste zoon heeft zij samen met haar echtgenoot gered, door hem met een zogenoemd Kindertransport naar Zweden te brengen.
Op 6 februari 1942 werd zij van Praag naar het Concentratiekamp Theresienstadt gedeporteerd. Daar werkte zij als ziekenverpleegster in de kinderafdeling van het ziekenhuis. In deze tijd schreef zij ook verdere werken en componeerde liedjes. Enkele daarvan zijn door de Zweedse mezzosopraan Anne Sofie von Otter en andere kunstenaars in augustus 2007 onder de titel 'Terezín/Theresienstadt op CD opgenomen.
Ilse Weber werd later naar Auschwitz gebracht en werd daar op 6 oktober 1944, samen met haar jongere zoon Tommy, door de nazi's vermoord.

## Werken
- Joodse kindersprookjes
- Mendel Rosenbusch - vertalingen en sprookjes voor Joodse kinderen
- Das Trittrollerwettrennen en andere verhalen (1927-1930 gepubliceerd)
- In deinen Mauern wohnt das Leid - Gedichten uit het Concentratiekamp Theresienstadt (1991 gepubliceerd)

## Composities

### Vocale werken
- 1943 Ich wandre durch Theresienstadt, voor zangstem en piano
- Ade, Kamerad!, voor zangstem en piano
- Und der Regen rinnt, voor zangstem en piano
- Wiegala, voor zangstem en piano

- Bibsys: 13006162
- Bibliothèque nationale de France: cb14047488k (data)
- Gemeinsame Normdatei: 126398003
- International Standard Name Identifier: 0000 0001 0885 4877
- Library of Congress Control Number: no96008746
- MusicBrainz: bb764384-ef20-438c-8653-81217c54512f
- Nationale Bibliotheek van Tsjechië: jk01151450
- Nationale Bibliotheek van Israël: 987007269872905171
- Nederlandse Thesaurus van Auteursnamen: 314236031
- Réseau des bibliothèques de Suisse occidentale: 02-A014266120
- Istituto Centrale per il Catalogo Unico: DDSV201145
- SNAC: w6044104
- Système universitaire de documentation: 131533444
- Virtual International Authority File: 32199784
- WorldCat: E39PBJgMtwjVd4qTwb3QyrcQMP